# Synoicum citrinum
Synoicum citrinum är en sjöpungsart som beskrevs av Monniot, F. och Monniot, C. 2006. Synoicum citrinum ingår i släktet Synoicum och familjen klumpsjöpungar. Inga underarter finns listade i Catalogue of Life.